# Adhémar Esmein
Jean Hippolyte Emmanuel Esmein, mais conhecido como Adhémar Esmein (Touvérac, 1 de fevereiro de 1848 - Paris, 22 de julho de 1913) foi um jurista francês especialista em direito constitucional e historiador do direito[2]. Em 1888, após ser professor de direito penal em Douai, Esmein foi professor de história do direito e de direito constitucional em Paris. De 1898 até a sua morte, ele também deu aula de direito canônico na École pratique des hautes études. Em 1904, tornou-se membro do Institut de France.
Esmein escreveu vários livros sobre a história do direito publico francês e do direito constitucional francês. Escreveu também inúmeras monografias em outros assuntos, principalmente direito canônico, campo de estudo renovado por seu trabalho.

## Livros
Histoire de la procédure criminelle en France et spécialement de la procédure inquisitoire depuis le xiiie siècle jusqu'à nos jours (1882). Réédition : Topos Verlag AG, Vaduz, 1978.
Études sur les contrats dans le très ancien droit français (1883)
Mélanges d'histoire du droit et de critique. Droit romain (1886)
Études sur l'histoire du droit canonique privé. Le Mariage en droit canonique (2 volumes, 1891)
Cours élémentaire d'histoire du droit français à l'usage des étudiants de première année (1892) 
Histoire du droit français de 1189 à 1814 (3 volumes, 1892-1908)
Le Serment des accusés en droit canonique (1896)
Éléments de droit constitutionnel (1896)
Éléments de droit constitutionnel français et comparé (1899). Réédition : Éditions Panthéon-Assas, Paris, 2001.
"La jurisprudence et la doctrine", dans Revue trimestrielle de droit civil (1902) Texte en ligne [archive]
Trois documents sur le mariage par vente (1910) Texte en ligne [archive]
La Vieille Charente, chansons et croquis saintongeais, contes populaires de la Charente (1910)
Précis élémentaire de l'histoire du droit français de 1789 à 1814. Révolution, Consulat et Empire (1911)

## Ligações Externas
- http://data.bnf.fr/12298584/adhemar_esmein/
- https://archive.org/details/lmentsdedroitco01esmegoog
- https://www.wook.pt/autor/adhemar-esmein/694406